# Volumen 7 (álbum)
Volumen 7 es el séptimo álbum del conjunto argentino de instrumentos informales Les Luthiers, lanzado en 1983.
Este disco contó con la participación de una orquesta sinfónica para el ballet "El Lago Encantado", que ocupaba todo el lado A en el vinilo original.
La grabación del disco se realizó en los Estudios Ion de la ciudad de Buenos Aires, entre los meses de septiembre de 1982 y agosto de 1983.
Esta fue la última grabación del conjunto en la que participó Ernesto Acher, quien abandonó el grupo años más tarde, en 1986.

## Lista de canciones
Lado A
1. "El Lago Encantado"

Lado B
1. "Marcha de la Conquista"
2. "Papa Garland Had a Hat and a Jazz Band and a Mat and a Black Fat Cat (Rag)"
3. "Homenaje a Huesito Williams":

- L'otro Día Caminando
- Siento Algo Por Ti
- Dime Si Ella
- El Teléfono del Amor